# Tessiner Putsch
Der Tessiner Putsch vom 11. September 1890 (italienisch Rivoluzione del 1890) war ein Staatsstreich von Wortführern und Anhängern der Tessiner Liberalen gegen die konservative Kantonsregierung. Er stellte den letzten Versuch dar, gewaltsam eine Umwälzung der politischen Ordnung des Kantons Tessin herbeizuführen.

## Verlauf
Nach der Besetzung des Zeughauses von Bellinzona stürmte ein von einer lärmenden Menge begleiteter bewaffneter Haufen das in der Stadtmitte gelegene Regierungsgebäude. Verschiedene Amtsträger und Vertreter der Konservativen wurden verhaftet, Staatsrat Luigi Rossi wurde durch einen Pistolenschuss tödlich getroffen. Die Aufständischen setzten eine liberale Übergangsregierung ein, an deren Spitze Rinaldo Simen stand; sie wurde im selben Jahr durch eine von Agostino Soldati geführte Regierung ersetzt, in der beide politischen Hauptgruppen vertreten waren.

## Hintergrund
Revolutionäre Aufstände wie der Tessiner Putsch stellten in der Tessiner Geschichte kein Novum dar. Einerseits entsprach der Tessiner Putsch dem Muster, nach dem politische Kämpfe im Tessin des 19. Jahrhunderts ausgefochten wurden: Liberale und Konservative suchten sich gegenseitig die Macht zu entreissen und schreckten dabei auch vor Gewalt und Wahlbetrug nicht zurück. 
Andererseits lagen die direkten Ursachen des Aufstands in der Erbitterung der Liberalen über ihre politische Machtlosigkeit in einem Wahlsystem, das die ab 1875 regierenden Konservativen ersonnen hatten und mit dem sich diese vor allem durch die Neuordnung der Wahlkreise sowie durch Manipulation der Wählerlisten immer wieder eine Stimmenmehrheit sicherten. 
Ausgelöst wurde der Tessiner Putsch letztlich, weil die Regierung eine Verfassungsinitiative, welche die Volkswahl des Staatsrats und die Neueinteilung der Wahlkreise forderte, auf die lange Bank geschoben hatte.

## Auswirkungen
Nach dem Tessiner Putsch intervenierten die eidgenössischen Behörden energisch, indem sie den Kommissär Arnold Künzli entsandten, der die Ordnung im Kanton wiederherstellen und Ruhe schaffen sollte. Darauf kam es zu einer tiefgreifenden Veränderung des politischen Systems im Tessin, insbesondere durch die mit der Verfassungsreform von 1892 eingeführte Proporzwahl von Regierung und Parlament. Die wichtigsten Parteien sahen sich nun gezwungen, Formen der Zusammenarbeit zu finden. So wurde das Tessin unabsichtlich von einem instabilen und tumultuarischen Kanton zu einer Art politischen Versuchslabors für die erstmals in der Schweiz angewandte Verhältniswahl und für das Konkordanzsystem.